# Kinesisk flugsnappare
Kinesisk flugsnappare (Cyornis glaucicomans) är en asiatisk fågel i familjen flugsnappare inom ordningen tättingar. Den häckar i södra Kina och flyttar vintertid till Thailand och Malackahalvön. Tidigare behandlades den som underart till ravinflugsnappare. IUCN kategoriserar den som livskraftig. 

## Kännetecken

### Utseende
Kinesisk flugsnappare är en medelstor (14–15 cm) flugsnappare med bred näbb. Den är mycket lik ravinflugsnappare (C. rubeculoides) som den tidigare ansågs vara en del av, med blå ovansida och strupe hos hanen, brungrå ovansida och ljus strupe hos honan, samt orangefärgat bröst väl avgränsat mot vit buk. Kinesisk flugsnappare har dock brunaktig anstrykning på flankerna, en orange kil i mitten av den blå strupen hos hanen samt hos honan mer blekt beigevit strupe snarare än blekt roströd, varmare brun ovansida och blekt orange ögonring.

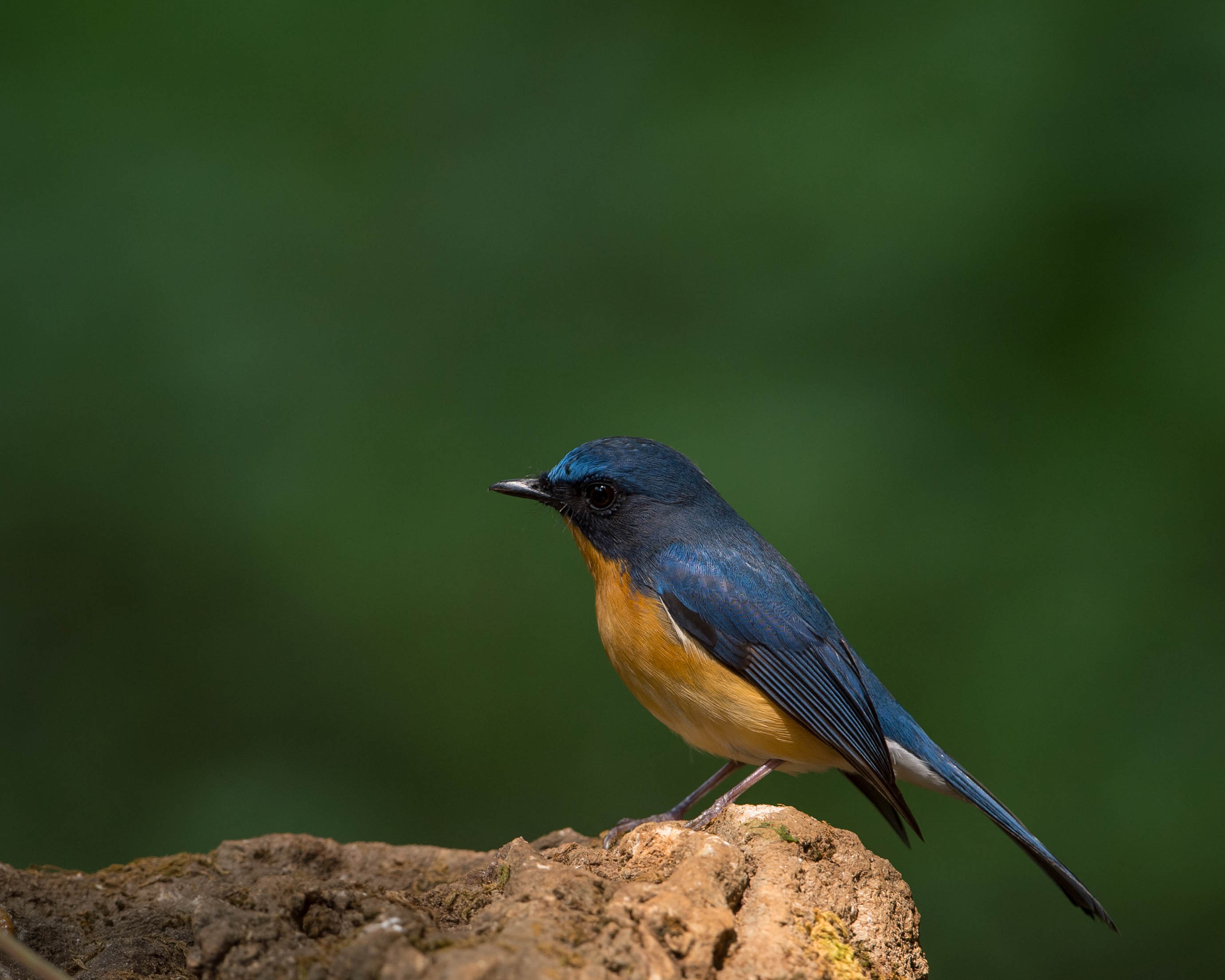
Kinesisk flugsnappare nära gränsen mellan Thailand och Myanmar i nationalparken Doi Ang Khang National Park, Chiang Mai.

### Läten
Sången är en fyllig och ihållande serie av varierade drillar och melodier, med längre strofer och fler upprepningar av teman än hos ravinflugsnappare.

## Utbredning
Kinesisk flugsnappare förekommer i sydcentrala och södra Kina, från södra Shaanxi och västra Hubei söderut till norra Yunnan. Vintertid flyttar den till västcentrala och södra Thailand samt Malackahalvön.

## Systematik
Tidigare behandlades den som underart till ravinflugsnappare (C. rubeculoides) men urskiljs numera som egen art efter studier som visade på betydande skillnader i utseende, läten och genetik. Den behandlas som monotypisk, det vill säga att den inte delas in i några underarter.

## Levnadssätt
Kinesisk flugsnappare häckar i tät undervegetation och raviner i torr, städsegrön skog samt i blandskog. Födan består av små ryggradslösa djur. Den ses vanligen ensam eller i par. Fågeln häckar mellan mars och augusti. Arten är flyttfågel.

## Status och hot
Arten har ett stort utbredningsområde och en stor population med stabil utveckling och tros inte vara utsatt för något substantiellt hot. Utifrån dessa kriterier kategoriserar internationella naturvårdsunionen IUCN arten som livskraftig (LC). Världspopulationen är okänd.